# Mardinella
Mardinella es un género de foraminífero bentónico de la subfamilia Soritinae, de la familia Soritidae, de la superfamilia Soritoidea, del suborden Miliolina y del orden Miliolida. Su especie tipo es Orbitolites shirazensis. Su rango cronoestratigráfico abarca el Thanetiense (Paleoceno superior).

## Clasificación
Mardinella incluye a la siguiente especie:
- Mardinella shirazensis †